# Kalaloch
Kalaloch est une localité américaine du comté de Jefferson, dans le Washington. Elle est située dans le parc national Olympique, dont elle abrite l'un des lodges, le Kalaloch Lodge. On y trouve également une station de rangers du National Park Service, la Kalaloch Ranger Station.